# Geocoris thoracicus
Geocoris thoracicus är en insektsart som först beskrevs av Franz Xaver Fieber 1861.  Geocoris thoracicus ingår i släktet Geocoris och familjen Geocoridae. Inga underarter finns listade i Catalogue of Life.